# Laguna Rincón
La laguna Rincón o laguna de Cabral es una de las lagunas de mayor extensión de la República Dominicana.
Ha sido fuente de ingreso para el municipio de Cabral y localidades aledañas como El Peñón, Fundación o Municipio Cristóbal.

## Fauna
Esta laguna fue rica en variedad y abundancia de peces y aves. Sin embargo, toda esta riqueza ha sido exterminada tanto por la pesca indiscriminada con chinchorros y tarrayas, como por las embestidas impetuosas del río Yaque del Sur que ha sedimentado casi todo su cauce.
Las variedades de peces son: el roncador, el bosu, el sábalo o macho, la viejaca china, la viejaca dominicana, la guavina, el bombero, etc.
Entre las aves se encuentran: la gallina de agua, el flamenco, el pato, la garza, behuso, cigua, etc.

## Flora
Fue rica en grandes manglares y otras variedades, pero la falta de conciencia y el interés de particulares por apropiarse de los terrenos que iba dejando la laguna al erosionarse, le dio la oportunidad a los depredadores del exterminio de toda esta riqueza heredada por generaciones durante cientos de años...

## Área natural
Ubicada en la parte oriental del Valle de Neiba, entre las comunidades de Cabral, Peñón, Cristóbal y La Lista, pertenecientes a las provincias Barahona e Independencia. El área queda aproximadamente a 20 km de la costa. Incluye la laguna de Cabral o Rincón y los humedales aledaños. También incluye la Laguneta Seca y el Cerro Cristóbal al norte. La laguna queda a unos 10 m s. n. m. y tiene una profundidad de 3 a 4 metros.
El área total del refugio es de 65 km² y un 44 % del área está cubierto por la laguna. Apropiado para la observación de aves, es necesario hacerlo en bote demandando a los habitantes de la localidad. La laguna de Cabral o Rincón es el segundo en extensión de los cuerpos de aguas interiores y es el más grande de agua dulce en la República Dominicana. El área tiene una extraordinaria belleza escénica más bien por el conjunto de lagunas, eneal y cerro con la montaña al sur. Desde el cerro hay una excelente vista panorámica sobre la laguna y sus alrededores.
- Datos: Q5969134